# NGC 41
Az NGC 41 egy spirálgalaxis a Pegasus (Pegazus) csillagképben.

## Felfedezése
Az NGC 41 galaxist Albert Marth fedezte fel 1864. október 30-án.

## Tudományos adatok
A galaxis 5949 km/s sebességgel távolodik tőlünk.